# مایکل هوارد
مایکل هوارد (انگلیسی: Michael Howard؛ زادهٔ ۷ ژوئیهٔ ۱۹۴۱) سیاستمدار، رهبر اپوزیسیون و رهبر حزب محافظه‌کار اهل بریتانیا است.